# Kerken
Die Gemeinde Kerken liegt am unteren Niederrhein im Westen von Nordrhein-Westfalen und ist eine kreisangehörige Gemeinde des Kreises Kleve im Regierungsbezirk Düsseldorf.

## Geografie

### Räumliche Lage
Kerken liegt linksrheinisch im niederrheinischen Tiefland, im Durchschnitt 32 m ü. NN. Durch das Gemeindegebiet fließt der Landwehrbach. Er mündet, noch im Gemeindegebiet, in die Gelderner Fleuth.

### Gemeindegebiet

Verwaltungsgliederung Kerkens

Die Gemeindefläche hat eine Größe von 58 km². Die Gemeinde Kerken gliedert sich in die vier Ortschaften Aldekerk, Eyll (sprich: Eil), Nieukerk (sprich: Neukerk) und Stenden. Die Ortschaft Stenden ist mit 10,67 km² das längste Straßendorf Nordrhein-Westfalens. Zu ihr gehört der Ortsteil Rahm. Die Ortschaft Eyll teilt sich in Ober- und Untereyll auf. Zur Ortschaft Nieukerk gehören die Ortsteile Baersdonk (sprich: Barsdonk) (teils zu Kerken, teils seit 1969 zu Geldern) Winternam und Poelyck (sprich: Pullk).

### Nachbargemeinden/-städte
Die Gemeinde Kerken grenzt im Norden an die Stadt Geldern und an die Gemeinde Issum, im Osten an die Gemeinde Rheurdt, im Süden an die Stadt Kempen (Kreis Viersen) und die Gemeinde Wachtendonk sowie im Westen an die Stadt Straelen.

## Geschichte

### Mittelalter und Neuzeit
Die Gemeinde ist nach den Kirchen (niederfränkisch: Kerken) benannt. Die älteste Kirche der Gemeinde steht eigentlich in Nieukerk (nieuwe Kerk = „neue Kirche“) und die jüngere Kirche in Aldekerk (alde Kerk = „alte Kirche“). Der Name kommt durch den mächtigen Bau der romanischen Kirche um 1150 in Nieukerk, die als Pfarrkirche der späteren Vogtei Gelderland vermutlich vom Grafen von Geldern in den heutigen Dimensionen erbaut wurde. Ihr Standort gehörte damals noch zur Bauerschaft Winternam, der Name „neue Kirche“ ging dann auf die neue Ortschaft „Nieuwe Kerk = Nieukerk“ über. Die vermutliche Hofkapelle in Eyll wurde dann zur „Alden Kerk = Aldekerk“, das zwischen 1252 und 1275 von Nieukerk abgepfarrt wurde.
Die Gemeinde Kerken gehörte bis 1713 zum Herzogtum Geldern, kam dann zu Preußen und stand von 1798 bis 1814 unter französischer Herrschaft, bis 1815 der gesamte Niederrhein auf dem Wiener Kongress dem Königreich Preußen zugeschlagen wurde. Daraufhin kamen am 23. April 1816 im Zuge der Preußischen Verwaltungsorganisation die heute zu Kerken gehörigen ehemaligen Gemeinden zum Landkreis Geldern als einem von über 40 Landkreisen der Provinz Jülich-Kleve-Berg, die später in der Rheinprovinz aufging.
Die Kerkener Ortschaften bildeten seit dem Mittelalter den Kern der Vogtei Gelderland in der Grafschaft, bzw. dem Herzogtum Geldern. Auf Kerkener Gebiet hat die 1067 n. Chr. erwähnte „Ecclesia in Gelre“ gestanden. Während die alte Forschung hier Aldekerk als Klärung der Ortsfrage bevorzugte, hat sich seit Ende des 19. Jahrhunderts Nieukerk in der Geschichtsforschung durchgesetzt.
Tatsächlich begann die – auch urkundlich – eigenständige Entwicklung der Pfarre St. Peter und Paul in Aldekerk im Jahre 1252, als diese sich von der Mutterkirche Nieukerk trennte und den Südteil der Vogtei mit den jetzigen Orten Tönisberg, Schaephuysen, Rheurdt und Stenden umfasste. Der Schietweg (Scheideweg) wurde Pfarrgrenze zwischen Aldekerk und Nieukerk; diese Grenze teilt bis heute die Bauerschaft Eyll in Unter- und Obereyll.
Die gotische Nieukerker St.-Dionysius-Kirche ist bereits mindestens die dritte an historischer Stelle. Sie wurde gegen 1421 als starker Umbau der romanischen Vorgängerkirche errichtet, wiederholt teilweise zerstört und schließlich um 1680 mit dem Nieukerker Wahrzeichen, dem Zwiebelturm, geschmückt.
Für die Kerkener Geschichte gleichermaßen bedeutsam sind die alten Bauerschaften Stenden, Eyll, Winternam, Baersdonk, Rahm und Poelyck. Hier ließen sich der ersten bäuerlichen Siedler bereits vor der Jahrtausendwende am Rande der Aldekerker Platte nieder.
Durch das Gesetz des Landes Nordrhein-Westfalen vom 11. März 1969 zur Neugliederung des Landkreises Geldern wurden die Gemeinden Aldekerk und Stenden, die bis zu diesem Zeitpunkt zum Amt Aldekerk gehörten, aufgelöst und zum 1. Juli 1969 mit den Gemeinden Nieukerk und Eyll zu einer kreisangehörigen Gemeinde zusammengeschlossen, die den Namen Kerken erhielt.

### Gebietsreform
Die Gemeinde Kerken entstand in der heutigen Form am 1. Juli 1969 beim 1. kommunalen Neugliederungsprogramm in Nordrhein-Westfalen. Die Gemeinden Aldekerk und Stenden des Amtes Aldekerk sowie die Gemeinden Nieukerk und Eyll des Amtes Nieukerk wurden zur neuen Gemeinde Kerken zusammengeschlossen.
Am 1. Januar 1975 wurde im Zuge des 2. Neugliederungsprogramms in Nordrhein-Westfalen (Niederrhein-Gesetz) der Altkreis Kleve mit dem ehemaligen Kreis Geldern und Teilgebieten der Kreise Moers und Rees zum neuen niederrheinischen Großkreis Kleve zusammengefügt.

### Einwohnerentwicklung
Die folgenden Angaben beziehen sich auf das heutige Gebiet der Gemeinde Kerken.
| Jahr | Einwohner |
| ---- | --------- |
| 1975 | 10.280    |
| 1980 | 10.277    |
| 1985 | 10.528    |
| 1990 | 11.290    |
| 1995 | 12.060    |
| 2000 | 12.553    |

| Jahr | Einwohner |
| ---- | --------- |
| 2005 | 12.830    |
| 2010 | 12.650    |
| 2015 | 13.262    |
| 2017 | 12.458    |
| 2020 | 12.638    |
| 2022 | 12.750    |

## Religion
Bis zum 23. Mai 2010 existierten in der Gemeinde Kerken drei katholische Pfarrgemeinden: In Aldekerk die katholische Kirchengemeinde St. Peter und Paul, in Nieukerk die katholische Kirchengemeinde St. Dionysius sowie in Stenden die Pfarrgemeinde St. Thomas. Am Pfingstsonntag 2010 wurden diese drei Pfarrgemeinden zu einer zusammengelegt. Der Name der neuen Pfarrgemeinde mit ihrem Hauptsitz in Nieukerk und der Pfarrkirche St. Peter und Paul in Aldekerk lautet St. Dionysius Kerken. Die Pfarrgemeinde gehört zum Dekanat Geldern und damit zum Bistum Münster.
Die Evangelische Kirchengemeinde Kerken ist mit jeweils einer Kirche in Aldekerk und Nieukerk vertreten. Sie gehört zum evangelischen Kirchenkreis Kleve und der Evangelischen Kirche im Rheinland an.

## Politik
- Grüne: 5
- BVK: 5
- SPD: 5
- CDU: 14
- AfD: 1

### Gemeinderat
Die Sitzverteilung im Rat ab 2014 zeigt die Tabelle.
| Partei/Gruppierung | 2020  | 2020 | 2014  | 2014 |
| Partei/Gruppierung | Sitze | %    | Sitze | %    |
| ------------------ | ----- | ---- | ----- | ---- |
| CDU                | 14    | 44,8 | 14    | 50,3 |
| SPD                | 5     | 16,5 | 7     | 28,1 |
| BVK1               | 5     | 16,9 | 52    | 15,9 |
| Grüne              | 5     | 17,6 | –     | –    |
| AfD                | 1     | 4,2  | –     | –    |
| FDP                | –     | –    | 12    | 5,7  |

1BVK: Bürgervereinigung Kerken 2Von der BVK spaltete sich nach 2014 ein Ratsvertreter ab. Ab April 2019 war das FDP-Ratsmitglied auch Mitglied der BVK-Fraktion und die FDP dadurch nicht mehr im Gemeinderat vertreten.

### Bürgermeister
Zum Bürgermeister der Gemeinde Kerken wurde 2015 Dirk Möcking (parteilos) mit 86,3 % der Stimmen gewählt. Es gab keinen Gegenkandidaten. Er wurde 2020 im Amt bestätigt.

Wappen Nieukerk 1958

### Wappen
Die heraldische Beschreibung (Blasonierung) lautet: „Gespalten von rot und silber (weiß), darin über je einer Mispelblüte eine Kirche in verwechselten Farben.“
Erklärung: Die Kirchen im redenden Wappen stehen für Nieukerk (= neue Kirche) und Aldekerk (= alte Kirche). Die Mispelblüten, auch Geldrische Rose genannt, erinnern an Eyll und Stenden sowie ihre einstige Zugehörigkeit zum alten Herzogtum Geldern. Das Wappen wurde nach der kommunalen Neugliederung 1969 von Edwin-Arnold Pleiner entworfen.

## Kultur und Sehenswürdigkeiten

### Bauwerke

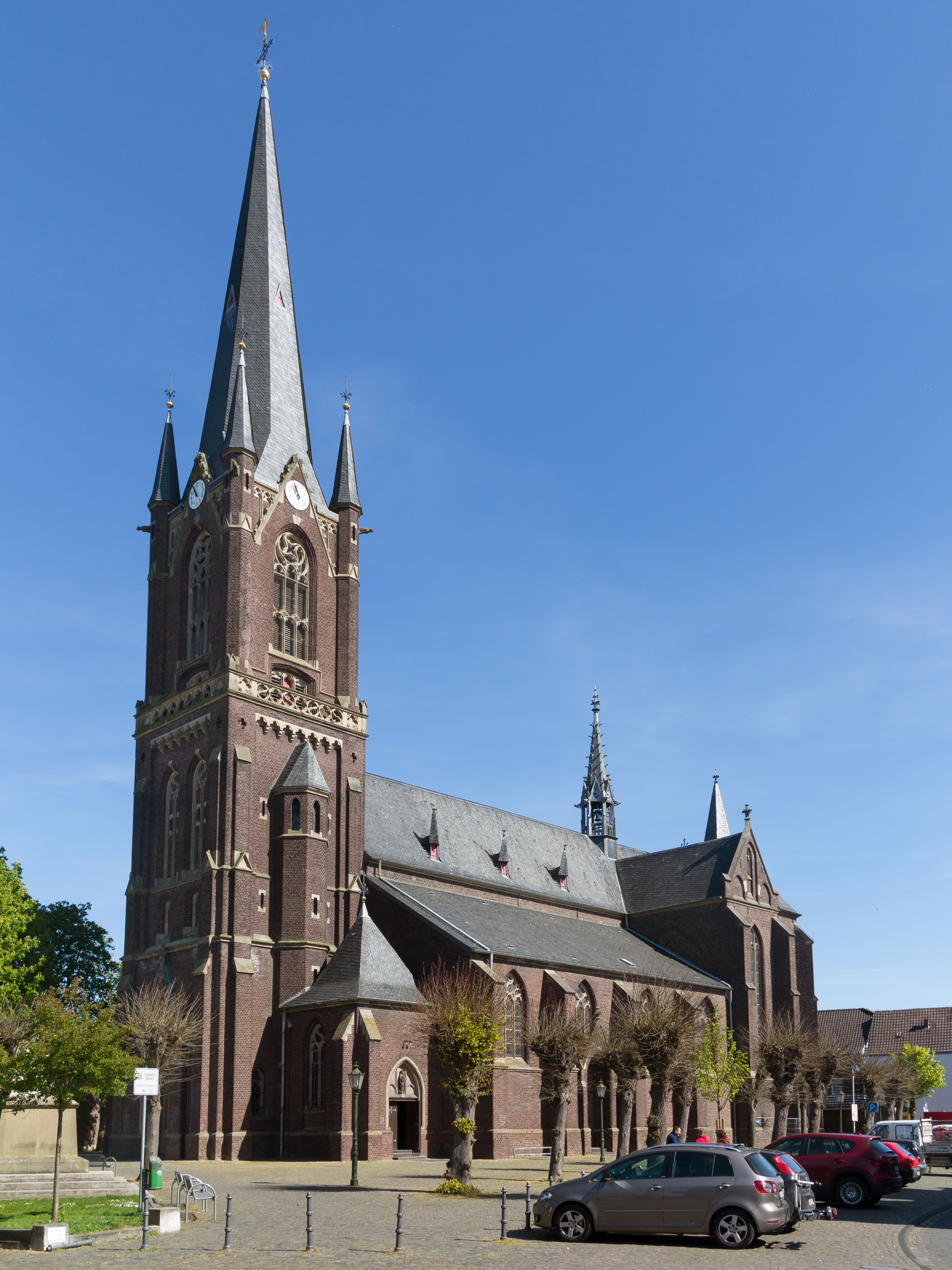
Aldekerk, die Sankt-Peter-und-Paul-Kirche

- St.-Dionysius-Kirche[12] in Nieukerk, möglicherweise Vorläufer im 9. Jahrhundert, 1067 vermutlich als „Ecclesia in Gelre“ erwähnt, Mitte des zwölften Jahrhunderts Neubau, romanisch, 1218 als „nova ecclesia“ (neue Kirche) erwähnt, namensgebend für das Dorf. Gotisierung in Backstein um 1400–1453, teilweise sind Mauern der romanischen Vorgängerkirche im aufgehenden Mauerwerk erhalten, Holzwerke des Turms 1591 und 1680 abgebrannt, jeweils wieder ersetzt, 1680 mit dem barocken Helm. Im 19. Jahrhundert wurden noch zwei Kapellen angebaut.
- St. Peter und Paul[13] in Aldekerk, erste Erwähnung 1218. Der Kern des heutigen Gebäudes wurde im frühen 15. Jahrhundert errichtet. Es folgten mehrere Umbauten, die neugotische Kirche wurde ab 1863 grundsaniert, 1880 um ein Joch verlängert und mit einem neuen Turm versehen.
- St.-Thomas-Kirche („Stendener Dom“)[14]

### Museen
- Das Haus Lawaczeck wurde von 2001 bis 2020 vom Historischen Verein für Geldern und Umgegend als Museum und Begegnungsstätte betrieben. Es fanden wechselnde Ausstellungen, Vorträge und Konzerte statt. Das Haus wurde 1859 von Familie Pohl erbaut und später von der Fabrikantenfamilie Lawaczeck erworben, die seit 1809 eine Färberei in Kerken betrieben.

### Sport
Im Gemeindegebiet befinden sich vier Sport- und Turnhallen (je zwei in Aldekerk und Nieukerk). Die Ortschaften Aldekerk und Nieukerk verfügen jeweils über einen Sportplatz (FC Aldekerk und TSV Nieukerk) und mehrere Bolzplätze, jeweils eine Tennisanlage und eine Tennishalle. Die Ortschaft Nieukerk verfügt zudem über ein Fitnessstudio (Body Check), welches sich auf Physiotherapie und Athletiktraining spezialisiert hat und als Franchise-System in ganz Deutschland bekannt ist. Der TV Aldekerk ist über den Niederrhein hinaus bekannt für seine Handball-Abteilung. Der Verein spielt seit vielen Jahren sowohl mit Senioren-, als auch mit Jugendmannschaften in hochklassigen Ligen. So wurde beispielsweise die weibliche B-Jugend des Vereins im Jahr 2013 Deutscher Vizemeister und die weibliche A-Jugend spielte in der Saison 2013/2014 in der Handball-Jugendbundesliga.
Die Wanderfreunde Nieukerk bestehen seit 1971 und hat derzeit 120 Mitglieder, die unter dem Motto „Gesundheit und Fitness durch Wandern“ an den Vereinsaktivitäten teilnehmen. An den Aktivitäten des Verein dürfen auch Nichtmitglieder teilnehmen, die jedoch kein Anrecht auf Sonderleistungen haben. Am jeden dritten Samstag findet eine gemeinsame Wanderung statt.
In Eyll befindet sich das Waldfreibad Eyller See. Es wird von Badegästen und Vereinen genutzt. Der See und das umliegende Gelände sind ebenfalls Austragungsort des jährlichen Triathlons des Aldekerker Turnvereins. Am (bis zu 14 Meter tiefen) See befindet sich eine Tauchschule, in der unter anderem Behinderte das Tauchen lernen können. Hundebesitzer dürfen ihre Tiere mitbringen, da für diese eine gesonderte Wiese vorhanden ist. Für Angelsportler ist am Eyller See ein Angelverein ansässig.
Nahe der Ortschaft Aldekerk findet man das Ultraleichtfluggelände Kerken, das besonders bei gutem Wetter ein Anziehungspunkt für zahlreiche Besucher ist. Darüber hinaus liegt zwischen den Orten Aldekerk und Nieukerk direkt am Obstgut Petkens ein Flugplatz für Modellflieger.
In unmittelbarer Nähe zum Nieukerker Sportplatz befindet sich eine Skateranlage für Kinder und Jugendliche.

### Mundart
In den Kerkener Teil-Gemeinden wird „Platt“ in jeweiliger lokaler Ausprägung gesprochen. Kerken liegt mundarthistorisch im Niederfränkischen Mundartraum nördlich der sogenannten Benrather Linie (mit der maache-maake-Unterscheidung), die das südliche Mittelfränkische (auch Ripuarisch genannt) vom nördlichen Niederfränkischen abgrenzt. Auch liegen die Kerkener Ortsteile nördlich der Uerdinger Mundartlinie, die sich vom Rhein kommend an Hüls vorbei über Kempen nach Venlo zieht. Diese Uerdinger Linie (auch ek-ech-Grenze genannt) grenzt das Südniederfränkische (das z. B. in Uerdingen und Krefeld gesprochen wird) vom Nordniederfränkischen ab, das z. B. in Hüls (siehe Hölsch Plott) und nördlich davon in unterschiedlichen Nuancen von Stenden-Aldekerk-Nieukerk bis Geldern und Kleve gesprochen wird.
Einer der Hauptunterschiede ist die Aussprache des Personalpronomenes „ich“, das im Südniederfränkischen als „ech“ oder „isch“ gesprochen wird, im Nordniederfränkischen aber als „ek“. Auch das Wörtchen „auch“ wird unterschiedlich ausgesprochen, nämlich als „ook“ im Norden und als „ooch“ im Süden. Auch das Verb „haben“ wird unterschiedlich gesprochen: im Raume Kerken sagt man z. B. „we häbbe“. Weiter südlich heißt es „wir hant“. Auch wenn die Mundart auf dem Rückzug ist, so wird Platt zu Karneval, auf Mundartabenden und in Vereinen gepflegt. Auch gibt es eine reichhaltige Mundart-Literatur.
Mit ihren Theateraufführungen in Aldekerker bzw. Nieukerker Platt trägt der Heimatverein Aldekerk und der Nieukerk zum Erhalt der niederrheinischen Mundart bei.

### Bruderschaften
(Quelle: )
Die bis in das Jahr 1453 zurückgehende Vereinigte St. Georgs- und Carolusbruderschaft ist in Winternam ansässig. 1634 traten die Mitglieder der Bruderschaft zusammen, um gegen das Not und Elend in der Folge der Pest angehen zu können. Die Vereinigung beider Bruderschaften fand im Jahr 1969 statt, um das Bestehen beider Bruderschaften ermöglichen zu können. Die Tradition des Vogelschießens ist bis in die 1640er bzw. 1660er in beiden Bruderschaften dank des vergebenen und dokumentierten Silbers zurückzuverfolgen.
Die St. Paulus-Bruderschaft aus Poelyck wurde ebenfalls 1453 erstmals in einer kirchlichen Zusammen- und Übereinkunft erwähnt und hat derzeit 90 Mitglieder. Zu einer Hauptaufgabe der Bruderschaft gehört die Pflege und der Erhalt der ortsansässigen Brigittenkapelle, jedoch gibt es auch eine aktive Schießsportabteilung. Alle drei Jahre veranstaltet die Bruderschaft ein Schützenfest. Zusätzlich dazu findet jedes Jahr am dritten Wochenende des Septembers eine Ortskirmes statt.
Die St. Sebastianus-Bruderschaft geht auf das Jahr 1348, ebenfalls im Kontext der Pest zurück. Als Schutzpatronen wählte man den Heiligen Sebastian. 1614 wurde in einer Urkunde des Drostamtes in Gelderland eine Erneuerung und Befestigung der St. Sebastianus-Bruderschaft mit der Genehmigung der geistlichen und weltliche Behörden ausgestellt ausgestellt. Das erste freie Königsschießen fand im Jahr 1615 statt, jedoch ist das älteste bekannte Königsschild stammt aus dem Jahre 1716. Teil des Wappenschildes und des Königsschildes stammt aus dem 14. und 16. Jahrhundert. 1852 wurde eine Gedächtnis-Tafel mit allen bekannten Königen und Schildern angefertigt. 1948 feiert die Bruderschaft ihr 600-jähriges Bestehen.
Die St. Johannes-Bruderschaft geht auf mehrere Daten zurück, wobei das älteste Datum aus einem Nieukerker Lagerbuch stammt und auf das Jahr 1748 datiert ist und eine Rückverfolgung bis in das Jahr 1620 erlaubt. Hinweise gibt es jedoch bezüglich einer „älteren“ St. Johannes-Bruderschaft mit der Jahresangabe 1595. 1801 wurde die Bruderschaft aufgelöst und die Besitztümer wurden beschlagnahmt. 1864 kam es zu der Neugründung bzw. Erneuerung der Bruderschaft, nachdem die Franzosen Jahrzehnte zuvor besiegt wurden. 1933 wurde das erste große Schützenfest gefeiert. 1934 wurde die Bruderschaft eine katholische Schützenbruderschaft und somit Mitglied der Erzbruderschaft des Heiligen Sebastianus. Noch heute besitzt die Bruderschaft eine Sterbekasse, im Sinne der traditionellen Aufgaben einer Bruderschaft. Jedoch ist die Bruderschaft derzeit eingeschränkt und finanziell angeschlagen.
Die aus der Baersdonk stammende St. Michaelis-Bruderschaft geht auf den Bau und die Gründung der Pfarrkirche St. Dionysius i Jahre 1453 zurück, jedoch lässt sich ein genaues Gründungsjahr nicht feststellen. Die Bruderschaft feiert alle fünf Jahre ein Schützenfest und unterhält sowie pflegt zwei Heiligenhäuschen.
Das Gründungsdatum der aus Eyll stammenden St. Antonius-Bruderschaft ist ebenfalls unbekannt, da lediglich Schriftstücke aus der Zeit nach dem Ersten Weltkrieg erhalten sind. Lediglich die Plaketten des Königssilbers lassen eine Zeit vor dem Ersten Weltkrieg dokumentieren, da Mitgliederlisten und Protokollbücher verloren gingen. Basierend auf dem Königssilber ist das Gründungsjahr 1424 festgelegt worden. Im Jahr 2017 hatte die Bruderschaft etwas mehr als 100 Mitglieder.

## Wirtschaft und Infrastruktur

### Verkehr

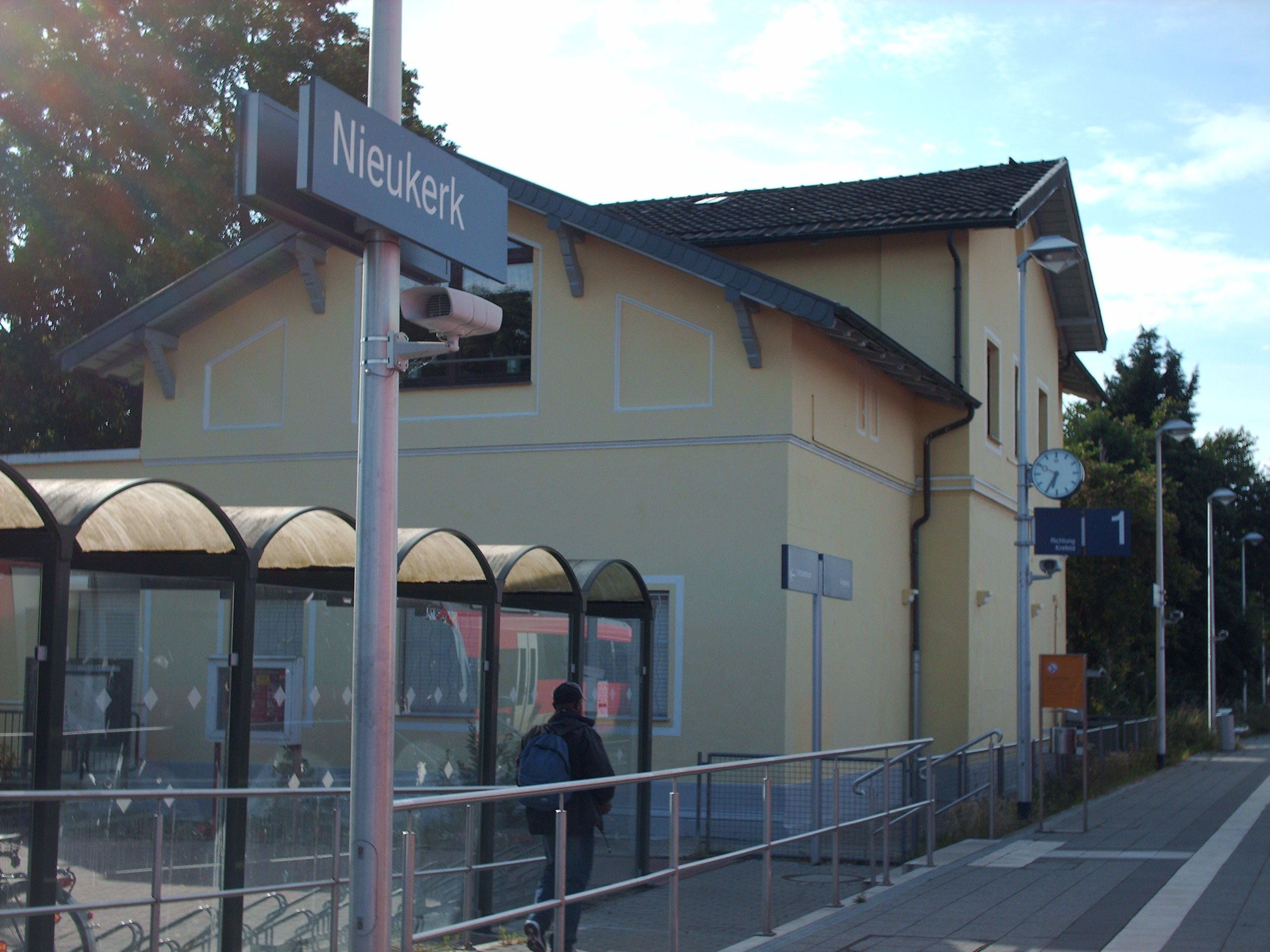
Bahnhof Nieukerk

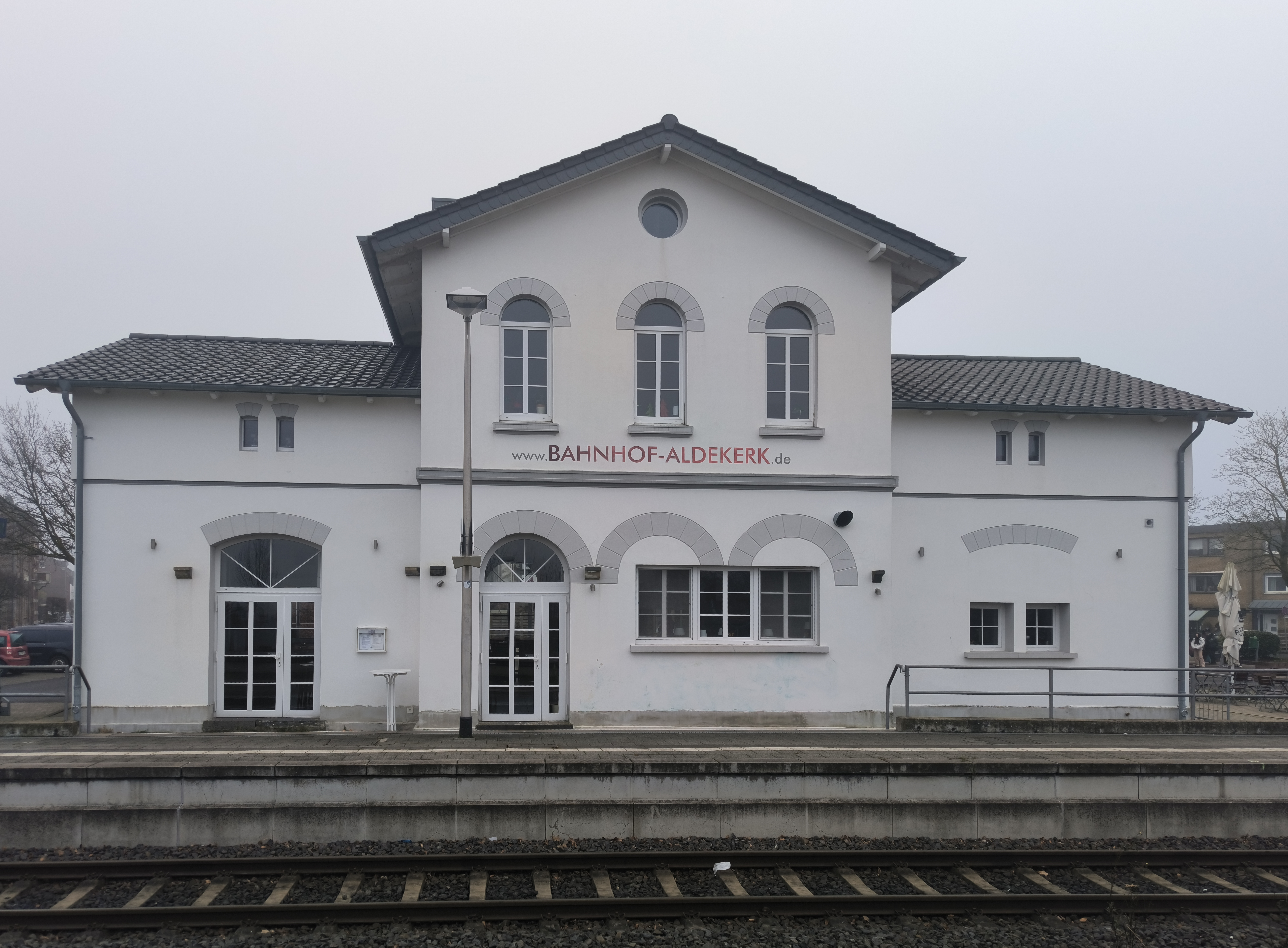
Bahnhof Aldekerk

Die Bahnhöfe Aldekerk und Nieukerk liegen an der Linksniederrheinischen Strecke, auf der wochentags halbstündlich und am Wochenende so wie werktags nach etwa 20 Uhr stündlich der „Niers-Express“ (RE 10) von Kleve über Krefeld nach Düsseldorf verkehrt. Durchgeführt wird der Schienenpersonennahverkehr von der NordWestBahn (NWB), welche Dieseltriebwagen vom Typ LINT 41 in Einzel- bis Dreifachtraktion einsetzt.
| Linie | Verlauf | Takt                                             |
| ----- | --- | ------------------------------------------------ |
| RE 10 | Niers-Express: Kleve – Bedburg-Hau – Goch – Weeze – Kevelaer – Geldern – Nieukerk – Aldekerk – Kempen (Niederrhein) – Krefeld Hbf – Krefeld-Oppum – Meerbusch-Osterath – Düsseldorf-Bilk – Düsseldorf Hbf Stand: Fahrplanwechsel Dezember 2023 | 30 min (werktags) 60 min (Wochenenden/Feiertage) |

Innerhalb des Gemeindegebiets und in die angrenzenden Kommunen fahren eine Reihe von Buslinien.
Kerken ist über die Bundesstraßen 9 und 510 und die Bundesautobahnen 40 (E 34) und 57 (E 31) an das überregionale Straßennetz angebunden.
Die nächstgelegenen Flughäfen sind der Flughafen Niederrhein in Weeze und der Flughafen Düsseldorf.

### Bildung
Im Ortsteil Aldekerk befinden sich die St.-Petrus-Schule, eine katholische Grundschule, und eine Dependance der Robert-Jungk-Gesamtschule Hüls. Im Ortsteil Nieukerk befindet sich mit der Marienschule ebenfalls eine katholische Grundschule.

## Persönlichkeiten

### Söhne und Töchter der Stadt
- Otto Abt (1931–2019), Autor
- Johannes Ackermanns (1887–1962), Kommunalpolitiker
- Michael Buyx (1795–1882), Vater der Niederrheinischen Heimatkunde
- Hermann op den Graeff (1585–1642), führende Figur der Krefelder Mennoniten
- Franz Grobben (1904–1994), CDU-Politiker
- Karl Olie (1915–1987), Kunstmaler und Glasmaler
- Fritz Meyers (1919–1996), Schriftsteller, Mundart-Autor und Sagenforscher
- Philipp Remelé (1844–1883), Fotograf und Afrikaforscher
- Johannes Scheifes (1863–1936), Weihbischof in Münster
- Hermann-Josef Schüren (* 1954), Schriftsteller
- Joachim Thomas Cremer (* 1957), Chirurg, Hochschullehrer in Hannover und Kiel, ehemaliger Präsident der Deutschen Gesellschaft für Thorax-, Herz- und Gefäßchirurgie
- Christoph Dellmans (* 1967), Politiker, Bürgermeister von Kempen
- Ingrid Kühne (* 1968), Kabarettistin
- Johannes Odendahl (* 1968), Germanist
- Guido Winkmann (* 1973), Fußball-Bundesligaschiedsrichter
- AEGROR, Death-/Black-Metal-Band

### Persönlichkeiten, die vor Ort gewirkt haben
- Fritz Lewerentz (1878–1945), SPD-Politiker und Opfer der NS-Diktatur